# Liste der School districts in Kansas
Dies ist eine Liste der Unified School Districts (USD) im US-Bundesstaat Kansas. Sie ist nach County gruppiert.
Alle Schulbezirke in Kansas sind unabhängig. Es gibt in Kansas keine öffentlichen Schulen, die von einer anderen Verwaltungsebene wie einer Bezirks- oder Kommunalverwaltung abhängig sind.

## Allen County
- Humboldt USD 258
- Iola USD 257
- Marmaton Valley USD 256

## Anderson County
- Crest USD 479
- Garnett USD 365

## Atchison County
- Atchison County USD 377
- Atchison USD 409

## Barber County
- Barber County North USD 254
- South Barber USD 255

## Barton County
- Ellinwood USD 355
- Great Bend USD 428
- Hoisington USD 431

## Bourbon County
- Fort Scott USD 234
- Uniontown USD 235

## Brown County
- Hiawatha USD 415
- South Brown County USD 430

## Butler County
- Andover USD 385
- Augusta USD 402
- Bluestem USD 205
- Circle USD 375
- Douglass USD 396
- El Dorado USD 490
- Flinthills USD 492
- Remington USD 206
- Rose Hill USD 394

## Chase County
- Chase County USD 284

## Chautauqua County
- Cedar Vale USD 285
- Chautauqua County USD 286

## Cherokee County
- Baxter Springs USD 508
- Columbus USD 493
- Galena USD 499
- Riverton USD 404

## Cheyenne County
- Cheylin USD 103
- St. Francis USD 297

## Clark County
- Ashland USD 220
- Minneola USD 219

## Clay County
- Clay County USD 379

## Cloud County
- Concordia USD 333
- Southern Cloud USD 334 (dissolving in 2026)

## Coffey County
- Burlington USD 244
- Lebo–Waverly USD 243
- LeRoy–Gridley USD 245 (Southern Coffey County)

## Comanche County
- Comanche County USD 300

## Cowley County
- Arkansas City USD 470
- Central USD 462
- Dexter USD 471
- Udall USD 463
- Winfield USD 465

## Crawford County
- Frontenac USD 249
- Girard USD 248
- Northeast USD 246
- Pittsburg USD 250
- Southeast USD 247

## Decatur County
- Oberlin USD 294

## Dickinson County
- Abilene USD 435
- Chapman USD 473
- Herington USD 487
- Rural Vista USD 481
- Solomon USD 393

## Doniphan County
- Doniphan West USD 111
- Riverside USD 114
- Troy USD 429

## Douglas County
- Baldwin City USD 348
- Eudora USD 491
- Lawrence USD 497

## Edwards County
- Kinsley–Offerle USD 347
- Lewis USD 502 (K-6)

## Elk County
- Elk Valley USD 283
- West Elk USD 282

## Ellis County
- Ellis USD 388
- Hays USD 489
- Victoria USD 432

## Ellsworth County
- Central Plains USD 112
- Ellsworth USD 327

## Finney County
- Garden City USD 457
- Holcomb USD 363

## Ford County
- Bucklin USD 459
- Dodge City USD 443
- Spearville USD 381

## Franklin County
- Central Heights USD 288
- Ottawa USD 290
- Wellsville USD 289
- West Franklin USD 287

## Geary County
- Geary County USD 475

## Gove County
- Grinnell USD 291 (5–8)
- Quinter USD 293
- Wheatland USD 292 (9–12)

## Graham County
- Graham County USD 281

## Grant County
- Ulysses USD 214

## Gray County
- Cimarron–Ensign USD 102
- Copeland USD 476
- Ingalls USD 477
- Montezuma USD 371

## Greeley County
- Greeley County USD 200

## Greenwood County
- Eureka USD 389
- Hamilton USD 390
- Madison–Virgil USD 386

## Hamilton County
- Syracuse USD 494

## Harper County
- Attica USD 511
- Chaparral USD 361

## Harvey County
- Burrton USD 369
- Halstead–Bentley USD 440
- Hesston USD 460
- Newton USD 373
- Sedgwick USD 439

## Haskell County
- Satanta USD 507
- Sublette USD 374

## Hodgeman County
- Hodgeman County USD 227

## Jackson County
- Holton USD 336
- Jackson Heights USD 335
- Royal Valley USD 337

## Jefferson County
- Jefferson County North USD 339
- Jefferson West USD 340
- McLouth USD 342
- Oskaloosa USD 341
- Perry–Lecompton USD 343
- Valley Falls USD 338

## Jewell County
- Rock Hills USD 107

## Johnson County
- Blue Valley USD 229 (Johnson County)
- De Soto USD 232
- Gardner–Edgerton USD 231
- Olathe USD 233
- Shawnee Mission USD 512
- Spring Hill USD 230

## Kearny County
- Deerfield USD 216
- Lakin USD 215

## Kingman County
- Cunningham–West Kingman County USD 332
- Kingman–Norwich USD 331

## Kiowa County
- Haviland USD 474 (K-8)
- Kiowa County USD 422

## Labette County
- Chetopa–St. Paul USD 505
- Labette County USD 506
- Oswego USD 504
- Parsons USD 503

## Lane County
- Dighton USD 482

## Leavenworth County
- Basehor–Linwood USD 458
- Easton USD 449
- Fort Leavenworth USD 207
- Lansing USD 469
- Leavenworth USD 453
- Tonganoxie USD 464

## Lincoln County
- Lincoln USD 298
- Sylvan–Lucas USD 299

## Linn County
- Jayhawk USD 346
- Pleasanton USD 344
- Prairie View USD 362

## Logan County
- Oakley USD 274
- Triplains USD 275

## Lyon County
- Emporia USD 253
- North Lyon County USD 251
- Southern Lyon County USD 252

## Marion County
- Centre USD 397
- Goessel USD 411
- Hillsboro USD 410
- Marion–Florence USD 408
- Peabody–Burns USD 398

## Marshall County
- Marysville USD 364
- Valley Heights USD 498
- Vermillion USD 380

## McPherson County
- Canton–Galva USD 419
- Inman USD 448
- McPherson USD 418
- Moundridge USD 423
- Smoky Valley USD 400

## Meade County
- Fowler USD 225
- Meade USD 226

## Miami County
- Louisburg USD 416
- Osawatomie USD 367
- Paola USD 368

## Mitchell County
- Beloit USD 273
- Waconda USD 272

## Montgomery County
- Caney Valley USD 436
- Cherryvale USD 447
- Coffeyville USD 445
- Independence USD 446

## Morris County
- Morris County USD 417

## Morton County
- Elkhart USD 218
- Rolla USD 217

## Nemaha County
- Nemaha Central USD 115
- Prairie Hills USD 113

## Neosho County
- Chanute USD 413
- Erie–Galesburg USD 101

## Ness County
- Ness City USD 303
- Western Plains USD 106

## Norton County
- Northern Valley USD 212
- Norton USD 211

## Osage County
- Burlingame USD 454
- Lyndon USD 421
- Marais des Cygnes Valley USD 456
- Osage City USD 420
- Santa Fe Trail USD 434

## Osborne County
- Osborne USD 392

## Ottawa County
- North Ottawa County USD 239
- Twin Valley USD 240

## Pawnee County
- Fort Larned USD 495
- Pawnee Heights USD 496

## Phillips County
- Logan USD 326
- Phillipsburg USD 325
- Thunder Ridge USD 110

## Pottawatomie County
- Kaw Valley USD 321
- Onaga USD 322
- Rock Creek USD 323
- Wamego USD 320

## Pratt County
- Pratt USD 382
- Skyline USD 438

## Rawlins County
- Rawlins County USD 105

## Reno County
- Buhler USD 313
- Fairfield USD 310
- Haven USD 312
- Hutchinson USD 308
- Nickerson–South Hutchinson USD 309
- Pretty Prairie USD 311

## Republic County
- Pike Valley USD 426
- Republic County USD 109

## Rice County
- Chase–Raymond USD 401
- Little River–Windom USD 444
- Lyons USD 405
- Sterling USD 376

## Riley County
- Blue Valley USD 384 (Riley County)
- Manhattan–Ogden USD 383
- Riley County USD 378

## Rooks County
- Palco USD 269
- Plainville USD 270
- Stockton USD 271

## Rush County
- La Crosse USD 395
- Otis–Bison USD 403

## Russell County
- Natoma–Paradise–Waldo USD 399
- Russell County USD 407

## Saline County
- Ell–Saline USD 307
- Salina USD 305
- Southeast of Saline USD 306

## Scott County
- Scott County USD 466

## Sedgwick County
- Cheney USD 268
- Clearwater USD 264
- Derby USD 260
- Goddard USD 265
- Haysville USD 261
- Maize USD 266
- Mulvane USD 263
- Renwick USD 267
- Valley Center USD 262
- Wichita USD 259

## Seward County
- Southwestern Heights USD 483
- Liberal USD 480

## Shawnee County
- Auburn–Washburn USD 437
- Seaman USD 345
- Shawnee Heights USD 450
- Silver Lake USD 372
- Topeka USD 501

## Sheridan County
- Hoxie USD 412

## Sherman County
- Goodland USD 352

## Smith County
- Smith Center USD 237

## Stafford County
- Macksville USD 351
- St. John–Hudson USD 350
- Stafford USD 349

## Stanton County
- Stanton County USD 452

## Stevens County
- Hugoton USD 210
- Moscow USD 209

## Sumner County
- Argonia USD 359
- Belle Plaine USD 357
- Caldwell USD 360
- Conway Springs USD 356
- Oxford USD 358
- South Haven USD 509
- Wellington USD 353

## Thomas County
- Brewster USD 314
- Colby USD 315
- Golden Plains USD 316

## Trego County
- WaKeeney USD 208

## Wabaunsee County
- Mission Valley USD 330
- Wabaunsee USD 329

## Wallace County
- Wallace County USD 241
- Weskan USD 242

## Washington County
- Barnes–Hanover–Linn USD 223
- Clifton–Clyde USD 224
- Washington County USD 108

## Wichita County
- Leoti–Wichita County USD 467

## Wilson County
- Altoona–Midway USD 387
- Fredonia USD 484
- Neodesha USD 461

## Woodson County
- Woodson USD 366

## Wyandotte County
- Bonner Springs–Edwardsville USD 204
- Kansas City USD 500
- Piper USD 203
- Turner USD 202